# 内部网关协议
內部網關協定（英語：Interior Gateway Protocol，縮寫為IGP）是指在一个自治系统（AS）内部所使用的一种路由协议。
与此相对，外部网关协议用来在自治系统之间确定网络可达性、并通过內部網關協定来解析某个自治系统内部的路由。

## 内部网关协议的类型
内部网关协议可分为三类：1) 距离矢量路由协议，2) 连接状态路由协议，3) 高级距离矢量路由协议。

### 距離向量路由協定
这类协议使用贝尔曼-福特算法（Bellman-Ford）计算路径。在距离-矢量路由协议中，每个路由器并不了解整个网络的拓扑信息。它们只是向其它路由器通告自己的距离、也从其它路由器那里收到类似的通告。每个路由器都通过这种路由通告来传播它的路由表。在之后的通告周期中，各路由器通告其整张路由表。该过程持续至所有路由器的路由表都收敛至一稳定状态为止。
这类协议具有收敛缓慢的缺点，然而，它们通常容易处理且非常适合小型网络。距离-矢量路由协议的一些例子包括：
1. 路由信息协议（RIP）
2. 内部网关路由协议（IGRP）（注意：勿将内部网关协议IGP与内部网关路由协议IGRP混淆，IGP是本条目所指一类协议，而IGRP是特定的一种路由协议）

### 链路状态路由协议（英语：Link-state_routing_protocol）
在链路状态路由协议中，每个节点都知晓整个网络的拓扑信息。各节点使用自己了解的网络拓扑情况来各自独立地对网络中每个可能的目的地址计算出其最佳的转发地址（下一跳）。所有最佳转发地址汇集到一起构成该节点的完整路由表。
与距离-矢量路由协议使用的那种每个节点与其相邻节点分享自己的路由表的工作方式不同，链路状态路由协议的工作方式是节点间仅传播用于构造网络连通图所需的信息。
最初创建这类协议就是为了解决距离-矢量路由协议收敛缓慢的缺点，然而，为此链路状态路由协议会消耗大量的内存与处理器能力。
链路状态路由协议的例子有：
1. 开放式最短路径优先协议（OSPF）
2. 中间系统到中间系统路由交换协议（IS-IS）

### 高级距离矢量路由协议
又名混合路由协议或者平衡混合路由协议，是继距离-矢量路由协议与链路状态路由协议之后的又一个内部网关协议，强调了前两者的优点，规避了它们的不足。
高级距离矢量路由协议的例子有：
1. 增强型内部网关路由协议（EIGRP）（增强型内部网关路由协议EIGRP是内部网关路由协议IGRP的增强版，EIGRP是Cisco专用协议）